# PRESS
PRESS（PRESSBLOG、プレス）は、株式会社デザートが提供するブログサービスである。

## 概要
2016年6月にサービスを開始。
著名なインスタグラマーやインフルエンサー、モデルなどを中心にスタートし、ブログ登録者数12,000人が参加している。

## 沿革
- 2016年6月
  - サービス提供開始
- 2016年11月
  - ブログ登録者数10,000人が参加[1]
- 2016年12月
  - ブログ登録者数12,000人が参加[2]
  - 月間600万PVを記録